# Carl Petersén
Carl Jacob Karsten Petersén, född 18 april 1883 i Stockholm, död 14 april 1963 i Genève i Schweiz, var en svensk militär (överstelöjtnant) och chef för den militära underrättelsetjänsten C-byrån.

## Biografi
Carl Petersén var son till kanslirådet Carl Petersén och Ingeborg Tanberg. Han blev underlöjtnant vid Upplands artilleriregemente (A 5) 1903, kapten 1916 och major i armén 1932. Han gick på Gymnastiska Centralinstitutet 1907, var major och instruktör i persisk tjänst 1911–1913 samt deltog på brittisk sida i fälttåget på Gallipoli 1915. Samma år avlade han certifikatproven för ballongförarbevis. Petersén deltog i finska inbördeskriget som överstelöjtnant 1918.
Han var därefter attaché i Warszawa 1919-1920, satt i kommissionen för utväxling av den grekiska och turkiska civilbefolkningen 1923–1925, i bulgariska flyktingkommissionen 1926-1928, i Syrien 1929, i Nationernas Förbund:s (NF) gränsregleringskommission i Syrien och Iran 1932. Petersén var avdelningschef vid Internationella Röda Korset i Paris 1921–1937, generalsekreterare i Kungliga svenska aeroklubben 1937–1939, legationsråd i Berlin och verksam vid B-avdelningen 1939–1940. Han kallades hem till Sverige för att leda den hemliga militära underrättelsetjänsten, där han var chef för C-byrån 1940–1946. Under 1944 ledde han på svensk sida underrättelseoperationen Operation Stella Polaris.

## Privatliv
Carl Petersén gifte sig 1910 med Esther Warodell. En son var ambassadören Carl Henrik Petersén (1914–1976).
Petersén avled den 14 april 1963 och gravsattes den 27 juni 1963 på Norra begravningsplatsen i Solna.

## Utmärkelser
Peterséns utmärkelser:

- Riddare av Svärdsorden (RSO)
- Riddare av Nordstjärneorden (RNO)
- Kommendör av Bulgariska Sankt Alexanderorden med svärd (KBulgS:tAO m sv)
- Kommendör av Finlands Vita Ros’ orden (KFinlVRO)
- Kommendör av Lettiska Tre stjärnors orden (KLettSO)
- Kommendör av Danska Dannebrogsorden (KDDO)
- Kommendör av Storbritanniska Empireorden (KStbEmpO)
- Officer av Franska Hederslegionen (OffFrHL)
- 2. klass av Persiska Lejon- och solorden (PersLSO2kl)
- 2. och 3. klass av Finska Frihetskorsets orden med svärd (FFrK2o3kl m sv)
- Belgiska Militärkorset (BMilK)
- Riddare av 2. klass av Polska orden Polonia Restituta (RPolRest2kl)
- Officer av Iranska de l'Instruction publique (OffIrandel’Ip)
- Riddare av 4. klass av Estniska Örnkorset (REöK4kl)
- Finsk krigsminnesmedalj (FMM)
- Tammerforsmedalj (TammerforsM)
- Iransk guldmedalj (IranGM)
- Turkiska Liakhat-medaljen (TLM)
- Svenska Röda Korsets silvermedalj (SvRKSM)
- Franska Röda Korsets silvermedalj (FRKSM)
- Italienska Röda Korsets silvermedalj (ItRKSM)
- Polska Röda Korsets medalj (PolRKM)
- Nederländska Röda Korsets förtjänstkors (NedRKförtjk)
- Norska Röda Korsets hederstecken (NRKHt)
- 2. klass av Tyska Röda Korsets hederstecken (TyskRKHt2kl)
- Norska Haakon VII:s Frihetskors (NFrk)